# Chery Automobile

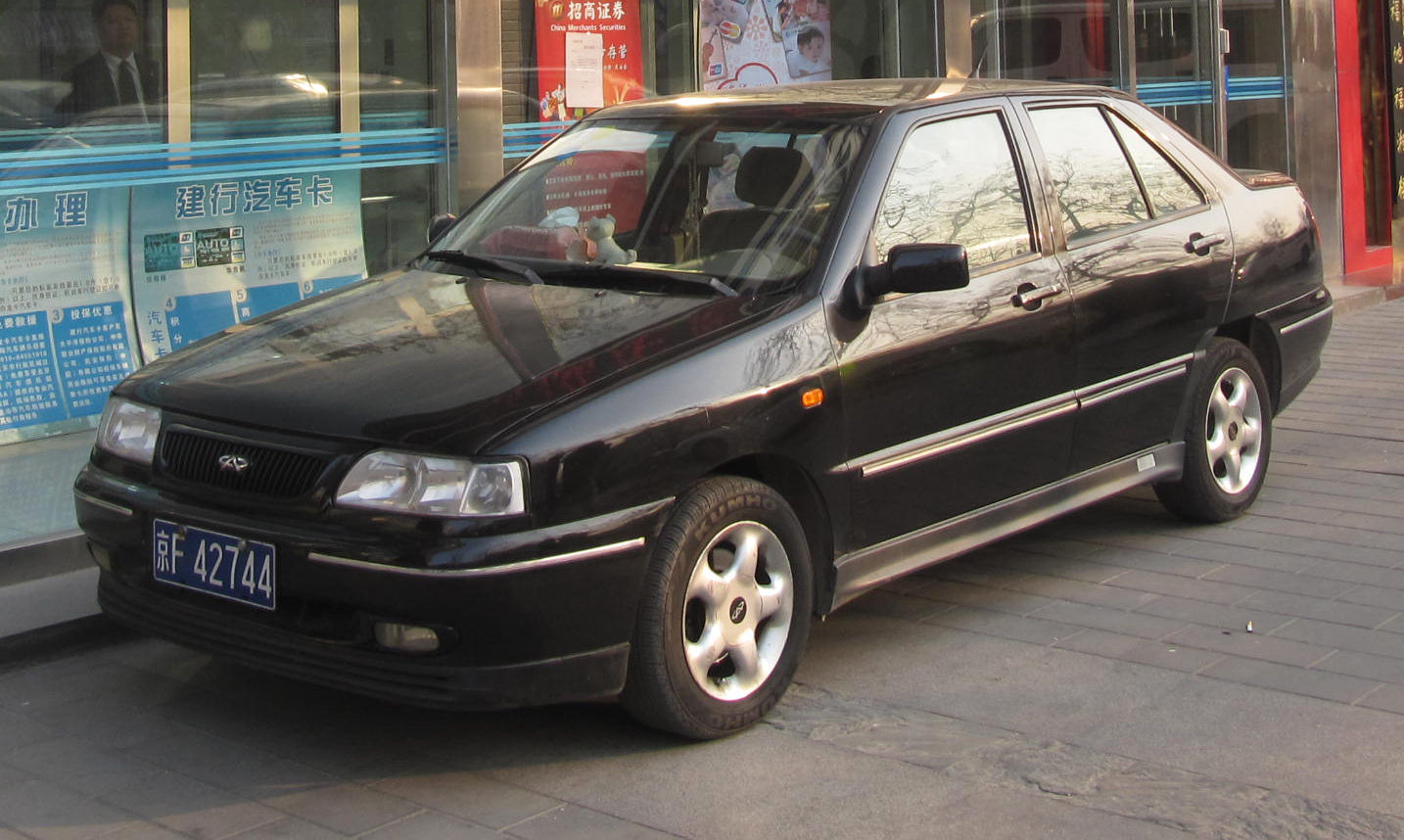
Das erste Modell: Chery Fengyun Windcloud

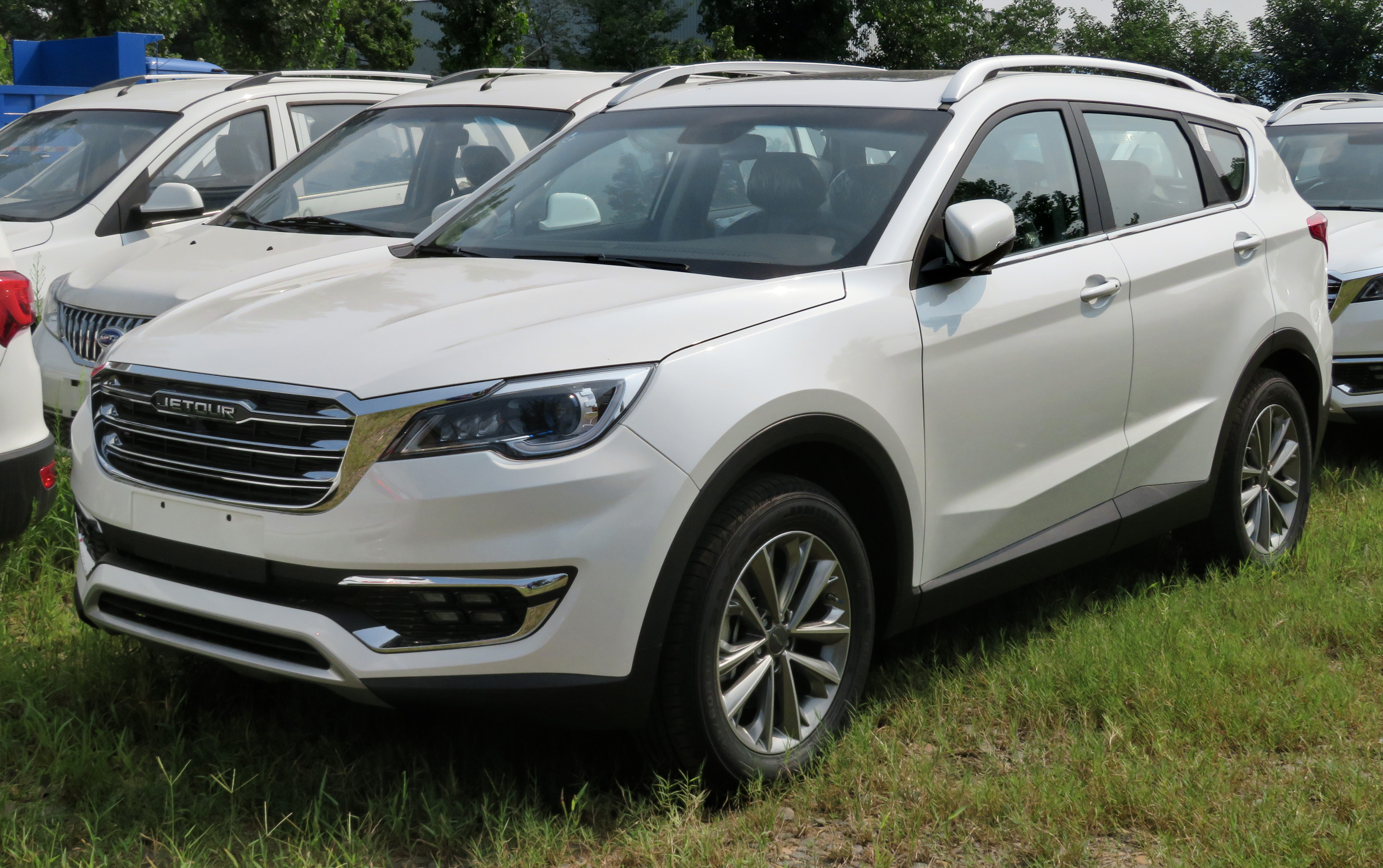
Jetour X70

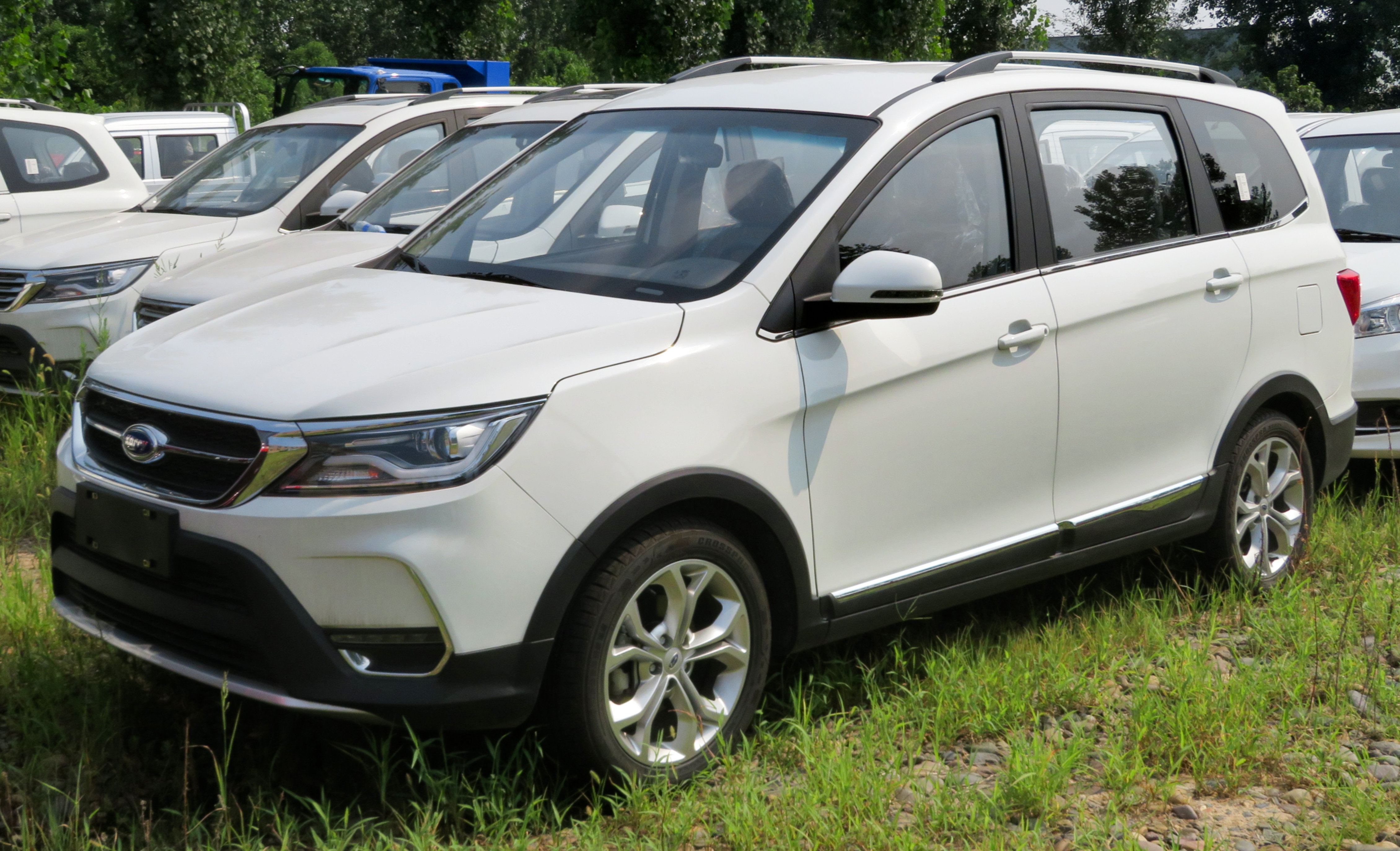
Karry K60

Chery Automobile (chinesisch 奇瑞汽车, Pinyin Qí Ruì qìchē) ist ein staatlicher chinesischer Fahrzeughersteller.

## Geschichte
Chery wurde am 8. Januar 1997 in Wuhu von der Regierung der chinesischen Provinz Anhui gegründet. 1999 rollte das erste Fahrzeug vom Band. Mit knapp 170.000 Fahrzeugen, die ins Ausland verschifft wurden, war Chery 2011 der größte chinesische Fahrzeugexporteur.
Breitere Bekanntheit erreichte der Hersteller weltweit im September 2006, als bekannt wurde, dass DaimlerChrysler mit Chery einen neuen chinesischen Partner gefunden habe. Billige Kleinwagen, die von Chery in China produziert werden, sollten unter der Marke Dodge in den USA verkauft werden, was aber nicht zustande kam.
Ab 2008 wurden einige Modelle des Herstellers in Ägypten als Speranza produziert und vertrieben. Sie stellten dort eine eigene Marke dar, obwohl das Chery-Logo bei diesen Fahrzeugen verwendet wird. In der Russischen Föderation plante Chery, sich unter dem neuen Markennamen Vortex einen Namen zu machen, diese wurden vom Taganroger Automobilwerk produziert, gegen das Ende Januar / Anfang Februar 2014 vor einem russischen Gericht das Konkursverfahren eröffnet wurde.
Auch mit dem Fiat-Konzern sollte Chery in Zukunft Geschäfte machen. Die Absichtserklärung sah vor, dass Fiat Benzinmotoren mit 1,6 und 1,8 Litern Hubraum von Chery für die Fiat-Produktion in China beziehen wird, es sollte sich um jährlich mindestens 100.000 Einheiten handeln.
Mit dem israelischen Mischkonzern Israel Corporation, als Tochtergesellschaft der Ofer Brothers Group, besteht das Gemeinschaftsunternehmen Qoros zur Entwicklung von Fahrzeugen westlichen Standards für den Binnenmarkt und den Export.
2017 kaufte der brasilianische Automobilhersteller Grupo Caoa 51 % des Betriebs von Chery in Brasilien. Seitdem werden die Fahrzeuge in Brasilien unter der Marke Caoa Chery angeboten.
Im Frühjahr 2024 gründete Chery ein Gemeinschaftsunternehmen mit der spanischen Marke Ebro, einer Tochter des spanischen Autokonzerns EV Motors/Btech, die Mehrheitspartner des Joint Venture ist. Im ehemaligen Nissan-Motor-Ibérica-Werk im Industriegebiet Zona Franca von Barcelona, das der japanische Autohersteller 2021 geschlossen hatte und nun Ebro gehört, produziert Chery ab 2024 Autos seiner Marke Omoda. Ab Ende 2024 werden dort auch Autos der Marke Ebro hergestellt werden.
Laut Forbes führte Chery im Jahr 2023 die Rangliste der größten 50 ausländischen Unternehmen in der russischen Föderation an und erwirtschaftete einen Umsatz von rund 590,3 Milliarden Rubel (₽), was ca. 6 Milliarden Euro sind und eine Umsatzsteigerung von 400 % zum Vorjahr ausmacht. Demnach löste Chery auch Volkswagen, das bis 2021 Spitzenreiter war, auch als größten Autoexporteur nach Russland ab. Insgesamt wurde eine Gesamtanzahl von 220.000 Personenkraftwagen der Marken "Chery", "Exeed", "Omoda", "Jaecoo", sowie "Jetour" verkauft. Chery ist somit eines der 11 chinesischen Unternehmen, die auf der Liste vertreten sind.

## Forschung und Patentanmeldungen
Chery Automobile gehört zu den am schnellsten wachsenden Herstellern von Personenkraftwagen und Traktoren Chinas und gilt als nationaler Branchenprimus in Sachen Export. Nicht zuletzt hierfür unterhält Chery derzeit zwei chinesische Forschungszentren und investiert einen beträchtlichen Anteil (7 %) seines Gesamtumsatzes in Innovationen. Diese Entwicklung lässt sich in den letzten Jahren auch anhand der steigenden Patent- und Gebrauchsmusteranmeldungen erkennen. 2007 meldete Chery über 400 Patente und Gebrauchsmuster an. Dies entspricht einer Zunahme von über 200 % gegenüber dem Vorjahr.

## Fahrzeuge
Das Unternehmen bietet seine Fahrzeuge unter den Marken Chery, Exeed, Jaecoo, Jetour, Karry, Lepas, Omoda, Tenet und Xcite an. In Zusammenarbeit mit Huawei wird zudem die Marke Luxeed angeboten.